# Ferdinand Brod
Ferdinand Michael Brod, Pseudonym: Michel Quaglia (* 18. Mai 1869 in Würzburg; † 24. Dezember 1944 in Dresden), war ein deutscher Kunstmaler und Schriftsteller.

## Leben und Wirken
Er war der Sohn von Christian Brod und dessen Ehefrau Susanna Barbara geb. Quaglia. Er ließ sich zum Lithographen ausbilden und besuchte eine Zeichenschule und wurde Mitglied der Wiener „Sezession“. Brod lebte als Maler, Dramatiker und Redakteur 1933 in Dresden-Loschwitz. Er war Präsident des Internationalen Vereins zur Bekämpfung der wissenschaftlichen Tierfolter.
1954 gab es in Würzburg im Falkenhaus am Markt in der Städtischen Galerie eine Gedächtnis-Ausstellung für ihn.

## Schriften (Auswahl)
- Idealdynamik. 1921.
- Leben. Drama-Zyklus
- Leonardo da Vincis Sonnenflug und das Lächeln der Mona Lisa. Drama.
- Der Uhrmacher. Posse.
- 55 Jahre sittliche und wissenschaftliche Bewegung gegen die Vivisektion, die Experimente am lebenden Tiere, die wissenschaftliche Tierfolter in Deutschland. Internat. Verein zur Bekämpfung der wiss. Tierfolter, Dresden 1933.